# Bezpłetwiec
Bezpłetwiec, gęś skąpopłetwa (Anseranas semipalmata) – gatunek dużego ptaka, jedynego przedstawiciela rodziny bezpłetwców (Anseranatidae). Zamieszkuje bagna północnej Australii i południowej Nowej Gwinei; reintrodukowany w stanie Wiktoria (południowo-wschodnia Australia), gdzie dawniej był szeroko rozpowszechniony.

## Taksonomia
Gatunek po raz pierwszy opisał w 1798 roku angielski ornitolog John Latham, nadając mu nazwę Anas semipalmata. Jako miejsce typowe odłowu holotypu Latham wskazał rzekę Hawkesbury, w Nowej Południowej Walii w Australii. Jedyny przedstawiciel rodzaju Anseranas opisanego w 1828 przez francuskiego chirurga, przyrodnika i kolekcjonera René Lessona. Nie wyróżnia się podgatunków.
Duża odmienność bezpłetwców w stosunku do innych blaszkodziobych powoduje rozbieżności w klasyfikacji tego gatunku. Większość badaczy uznaje odrębność bezpłetwca i umieszcza go w rodzinie Anseranatidae, jednak niektórzy badacze (np. Mielczarek i Cichocki, 1999) klasyfikują go jako jedynego przedstawiciela podrodziny Anseranatinae w rodzinie kaczkowatych (Anatidae).

### Etymologia
- Anseranas: zbitka wyrazowa nazw rodzajów: Anser Brisson, 1760 oraz Anas Linnaeus, 1758[13].
- semipalmata: nowołac. semipalmatus „pół-płetwowaty”, od łac. semi- „pół-, mały”, od semis, semissis „połowa”, od as, assis „cały”; palmatus „płetwowaty, dłoniasty”, od palma „dłoń”[13].

## Morfologia
Długość ciała samicy 70–80 cm, rozpiętość skrzydeł 125–165 cm, masa ciała 1405–2770 g; długość ciała samca 75–90 cm, rozpiętość skrzydeł 130–180 cm, masa ciała 1838–3195 g. W porównaniu do kaczkowatych wyróżnia się dość długimi nogami, długimi palcami oraz szczątkową błoną pławną.

## Tryb życia

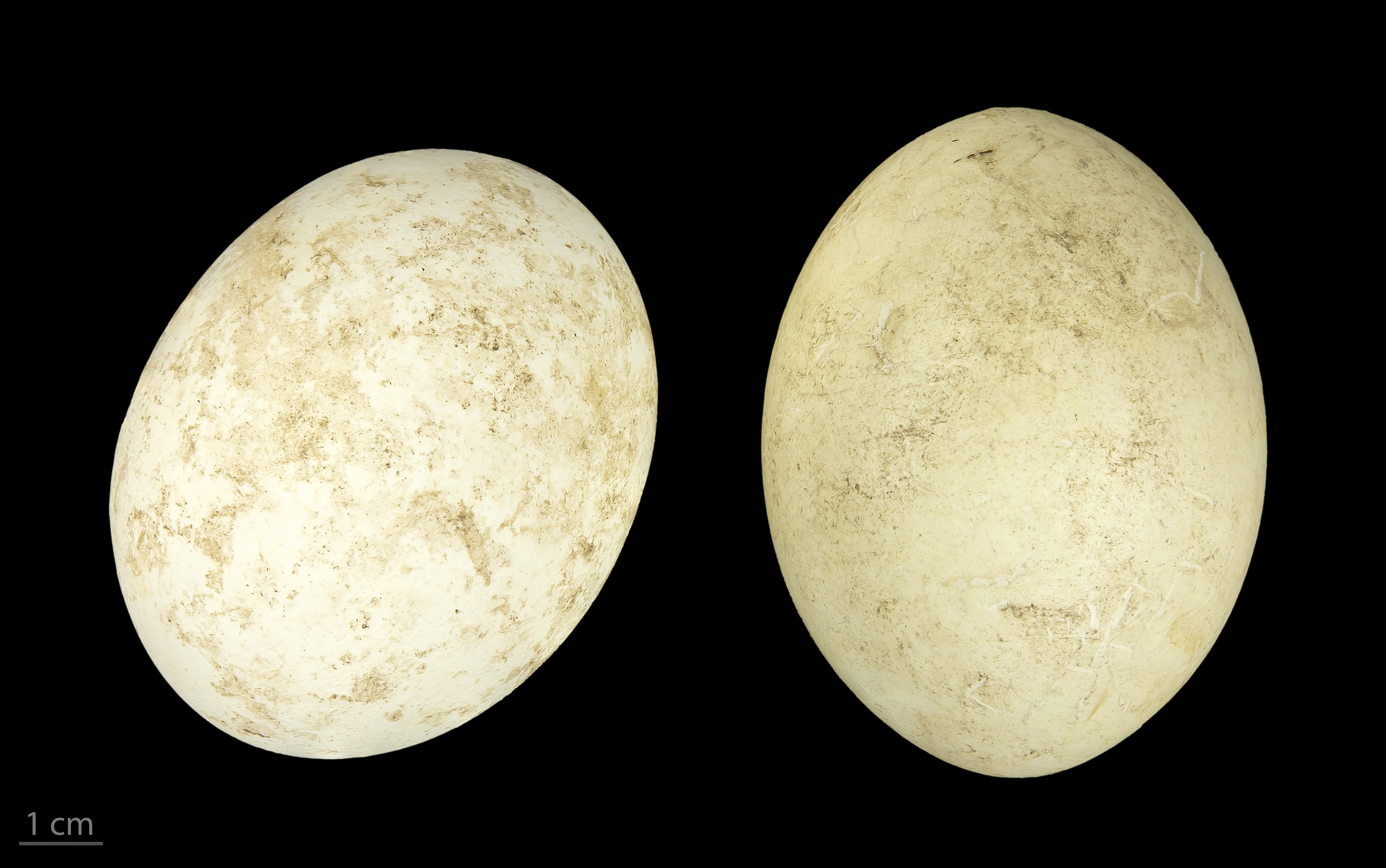
Jaja bezpłetwca

Gniazdują kolonijnie na ziemi, samica składa 5–14 jaj. Jako jedyne tworzą rodziny, w których jest jedna samica i dwóch samców równocześnie, naprzemiennie wysiadujące jaja i opiekujące się swoim potomstwem. W sezonie lęgowym tworzą duże stada, mogące składać się nawet z kilku tysięcy osobników.

## Status i ochrona
Międzynarodowa Unia Ochrony Przyrody (IUCN) uznaje bezpłetwca za gatunek najmniejszej troski (LC – Least Concern) nieprzerwanie od 1988 roku. Liczebność populacji szacuje się na około milion osobników, a trend liczebności jest stabilny.